# Tonto Village
Tonto Village – jednostka osadnicza w Stanach Zjednoczonych, w stanie Arizona, w hrabstwie Gila.